# Jujurieux
Jujurieux är en kommun i departementet Ain i regionen Auvergne-Rhône-Alpes i östra Frankrike. Kommunen ligger  i kantonen Poncin som ligger i arrondissementet Nantua. Kommunens areal är 15,39 km². År 2022 hade Jujurieux 2 209 invånare.

## Befolkningsutveckling
Antalet invånare i kommunen Jujurieux
Referens: INSEE